# Lind ob Velden
Lind ob Velden (slowenisch Lipa ob Vrbi) ist eine Ortschaft und eine Katastralgemeinde im Gemeindegebiet von Velden am Wörthersee sowie eine ehemalige Gemeinde.

## Geografie
Lind ob Velden liegt im Villacher Feld, das die Stadt Villach und einige Nachbargemeinden umfasst. Im Zählsprengel Lind-Sonnental, der drittgrößte der Marktgemeinde Velden am Wörthersee, liegen neben Lind ob Velden auch noch die Orte Duel, Fahrendorf und Sonnental.

## Geschichte
Lind ob Velden war bis zum Jahr 1866 ein Teil der sogenannten Großgemeinde Velden, eine frühere Form der heutigen Marktgemeinde Velden am Wörthersee. Von 1866 bis 1902 gehörte die Katastralgemeinde zur Ortsgemeinde Augsdorf. Im Zuge der Teilung der Ortsgemeinde Augsdorf wurde Lind ob Velden zur Ortsgemeinde ernannt. im Jahr 1963 wurde sie dann in die heutige Marktgemeinde Velden am Wörthersee eingemeindet.

## Kultur und Sehenswürdigkeiten

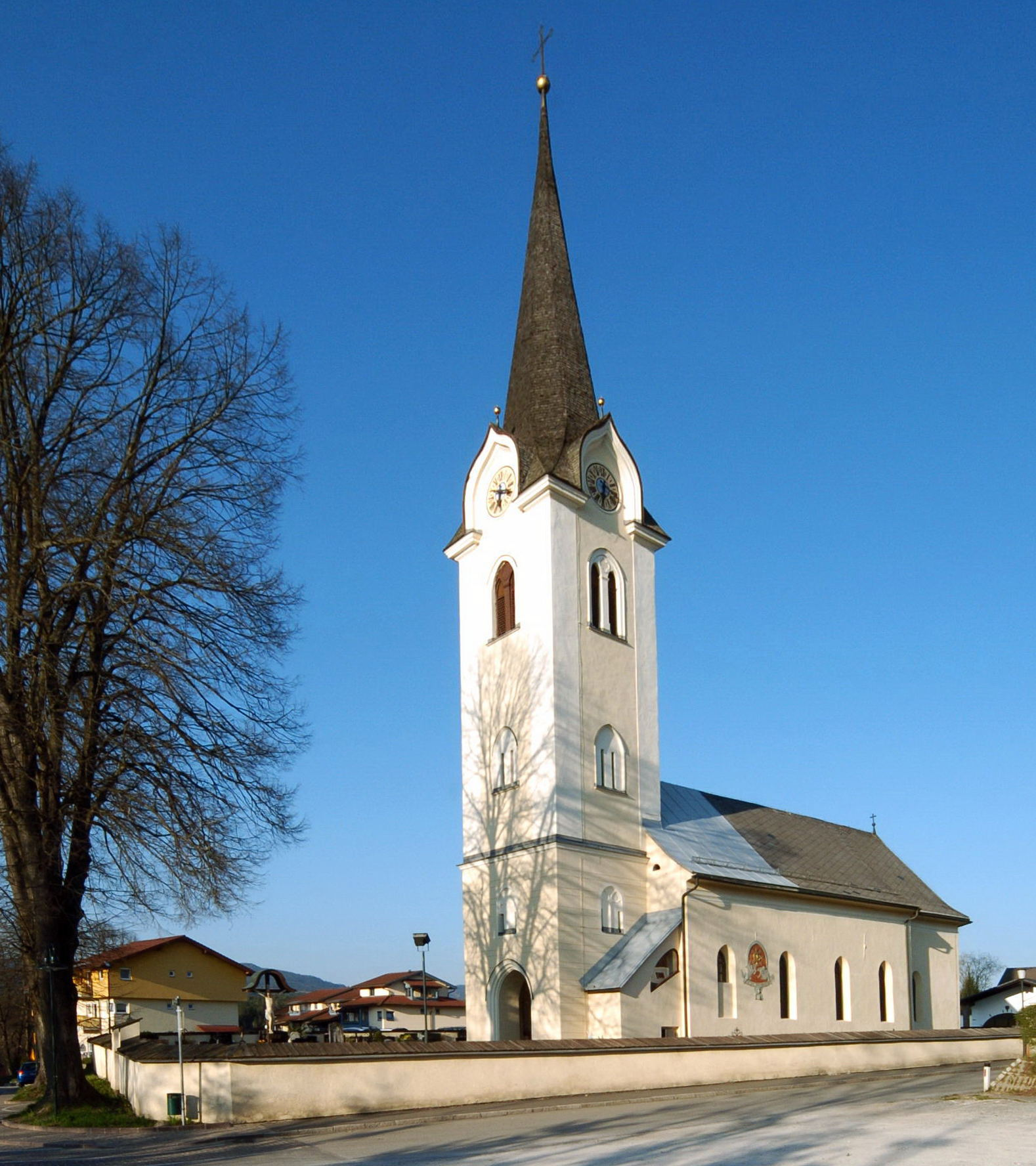
Pfarrkirche Lind ob Velden

- Katholische Pfarrkirche Lind ob Velden hl. Martin
- OGL – Ortsgemeinschaft Lind ob Velden (Verein für Vereine)

## Wirtschaft und Infrastruktur

### Verkehr
Die Bundesstraße 83 schließt Lind ob Velden über die Anschlussstellen Wernberg und Velden West an die Süd Autobahn an. Der Haltepunkt Lind-Rosegg wird werktags im Halbstundentakt mit Zügen des S-Bahn-Verkehrs bedient. Im Zuge des Fahrplanwechsel im Jahr 2013 wurde die Linie 5329 eingerichtet, damit Pendler aus Sankt Jakob im Rosental und Rosegg den S-Bahn-Haltepunkt besser erreichen.